# Воєводська сільська рада (Росія)
Воєво́дська сільська рада (рос. Воеводский сельский совет) — сільське поселення у складі Цілинного району Алтайського краю Росії.
Адміністративний центр та єдиний населений пункт — село Воєводське.

## Населення
Населення — 1465 осіб (2019; 1503 в 2010, 1798 у 2002).